# Keshia Baker
Keshia Baker (née le 30 janvier 1988) est une athlète américaine spécialiste du 400 mètres. 

## Carrière
Étudiante à l'Université d'Oregon de Eugene, elle se classe deuxième du 400 m et première du relais 4 × 400 m des Championnats NCAA en plein air 2010 pour les compte des Oregon Ducks. Sélectionnée pour les Championnats du monde 2011, à Daegu, elle participe aux séries du relais 4 × 400 m et permet à l'équipe américaine d'accéder à la finale en réalisant le deuxième temps des équipes engagées derrière la Russie. Elle n'est pas retenue pour la finale mais se voit néanmoins décerner la médaille d'or au même titre que ses coéquipières titrées lors de l'ultime course. 

### Palmarès
| Date | Compétition           | Lieu    | Résultat | Épreuve   |
| ---- | --------------------- | ------- | -------- | --------- |
| 2011 | Championnats du monde | Daegu   | 1re      | 4 × 400 m |
| 2012 | Jeux olympiques       | Londres | 1re      | 4 × 400 m |
| 2012 | DécaNation            | Albi    | 1re      | 400 m     |

### Records
| Épreuve | Performance | Lieu     | Date        |
| ------- | ----------- | -------- | ----------- |
| 400 m   | 50 s 76     | Berkeley | 16 mai 2010 |